# George Francis Atkinson
George Francis Atkinson (ur. 26 stycznia 1854 w Raisinville, zm. 14 listopada 1918 w Tacoma) – amerykański botanik i mykolog.
Urodził się w Raisinville w stanie Michigan. W latach 1878–1883 studiował w Olivet College, a w 1855 r. uzyskał tytuł licencjata na Uniwersytecie Cornella. W latach 1885–1886 był adiunktem entomologii i zoologii na Uniwersytecie Karoliny Północnej. W 1892 r. został profesorem nadzwyczajnym, a od 1896 r. dziekanem wydziału botaniki. Był prezesem Botanical Society of America, a w 1918 r. został wybrany na członka National Academy of Sciences.
W 1918 r. zmarł na grypę i zapalenie płuc. Zgromadzony przez niego zielnik grzybów znajduje się w Cornell Plant Pathology Herbarium.
W naukowych nazwach opisanych przez niego taksonów dodawany jest skrót jego nazwiska G.F. Atk.